# 海妖女狸藻
海妖女狸藻（學名：Utricularia parthenopipes）为狸藻屬一年生小型陸生食虫植物。其种加词“parthenopipes”来源于希腊文，取自希臘神話內的海妖賽蓮之一帕耳忒諾佩，其艷美的外表與歌聲令航行的船員陶醉迷茫，導致船隻失事。海妖女狸藻为巴西巴伊亚州的特有種。其陆生于潮湿砂质土壤中，海拔分布范围为500米至1500米。原生分布區的花期为1月至6月。1986年，彼得·泰勒最先发表了海妖女狸藻的描述。

## 外部連結
- 食虫植物照片搜寻引擎中海妖女狸藻的照片 （页面存档备份，存于）

 维基共享资源上的相關多媒體資源：海妖女狸藻
 維基物種上的相關：海妖女狸藻